# Metabotropní glutamátový receptor
Metabotropní glutamátový receptor (mGluR), je typem glutamátového receptoru, který je aktivní skrze nepřímý metabotropní proces. Patří mezi receptory spřažené s G proteinem. Všechny glutamátové receptory se vážou na glutamát jako na excitační neurotransmiter.

Kyselina glutamová

## Funkce a struktura
Na rmGluR receptorech probíhají různé funkce nervového systému (učení, paměť, úzkost, a vnímání bolesti), nacházejí se v pre- i postsynaptických neuronech, v synapsích v hipokampu, mozečku, a mozkové kůře, stejně jako v jiných částech mozku a v periferních tkáních.
Stejně jako ostatní metabotropní receptory mají sedm transmembránových domén, které se klenou přes buněčnou membránu a na rozdíl od ionotropních receptorů nejsou iontovými kanály. Aktivují biochemické kaskády, tím modifikují proteiny, jako například iontové kanály. Ovlivňují dráždivost synapse, např. způsobují presynaptickou inhibicí neurotransmise, nebo modulují, případně vyvolávají postsynaptickou odpověď. Dimerní organizace mGluRs je nutná pro signalizaci vyvolanou agonistou.

## Klasifikace
Osm různých typů (mGluR1 až mGluR8) je rozděleno do skupin I, II, a III. podle struktury a fyziologické aktivity. mGluRs se dále dělí na podtypy, mGluR7a a mGluR7b.
| Skupina     |      | receptoy                    | působení       | aktivita                                                | funkce                                                                |
| ----------- | ---- | --------------------------- | -------------- | ------------------------------------------------------- | --------------------------------------------------------------------- |
| Skupina I   | Gq   | mGluR 1 mGluR 5             | postsynapticky | zvýšení aktivity NMDA receptorů a riziko excitotoxicity | kromě aktivace PLC také přímý vliv na draslíkovové a vápníkové kanály |
| Skupina II  | Gi/o | mGluR2 mGluR3               | presynapticky  | snížení aktivity NMDA receptorů a riziko excitotoxicity | agonisté mají potenciální využití v léčbě schizofrenie                |
| Skupina III | Gi/o | mGluR4 mGluR6 mGluR7 mGluR8 | presynapticky  | snížení aktivity NMDA receptorů a riziko excitotoxicity |                                                                       |